# グランツーリスモ4"プロローグ"版
『グランツーリスモ4"プロローグ"版』は、2003年12月4日にソニー・コンピュータエンタテインメントが発売したレースゲーム。「進化するたびに懸念されてきた入門者への配慮」として当時開発中だった『グランツーリスモ4』の入門編としての位置づけとなった先行発売版。グランツーリスモシリーズで初めてオートセーブ機能がついた作品でもある。スクールモードがメインの作品。

## モード

### スクールモード
今作品のメインとなるモードで、その名の通り、スポーツドライビングの基本技術を習得するためのモード。レッスンは全部で25あり、ブレーキングやコーナリングなどの基礎レッスンをクリアしていくことで進行する。途中には息抜きのためのコーヒーブレイクがあり、これは受けても受けなくても良い。クリアするたびに教習に使った車をプレゼントカーとしてもらえ、その車をアーケードモードで使用することができる。全25のレッスンをクリアするとエンディングムービーが鑑賞できるようになり、レースで役に立つテクニックを学べる、より実践的なレッスンが追加される。

### アーケードモード
全5種類のコースが選択でき、手軽にレースができる。

## 収録サーキット
- 筑波サーキット
- 富士スピードウェイ
- グランドキャニオン
- ニューヨーク市街地
- イタリア市街地

## 収録車種
- フェアレディ 240ZG '71
- オデッセイ L Type '03
- シルビア K's AERO (S14) '96
- スカイライン クーペ 350GT (V35) '03
- インテグラ Tyoe R 98 spec '98
- レガシィ ツーリングワゴン 2.0GT specB '03
- MR2 GT-S (SW20) '98
- スカイライン GT-R V-spec II Nur (R34) '02
- ランサー エボリューション VIII GSR '03
- インプレッサ WRX STi Version VI (GC) '99
- ランサー エボリューション IV ラリーカー '97
- セリカ GT-FOUR ラリーカー (ST205) '95
- デミオ スポルト '03
- フィット W '01
- マーチ 12c 5door (K12) '03
- ist 1.5S 2WD '02
- ロードスター 1.6 (NA) '89
- アルトワークス スズキスポーツ リミテッド '97
- bB Z 1.5 X Version 2WD '00
- コルト 1.5 Sport X Version '02
- コペン アクティブトップ '02
- レガシィ B4 2.0GT specB '03
- ミラ TR-XX アヴァンツアート R '97
- SL55 AMG '02
- ルポ GTI カップカー (ルポ GTI カップジャパン出場車両) '03
- TAKATA童夢NSX (全日本GT選手権 #18) '03
- レガシィ B4 3.0R '03
- Spoon シビック Type R (EK) '99
- Fairlady Z Z-tune (Z33) '03
- レガシィ ツーリングワゴン 3.0R '03
- フォーカス ラリーカー '99
- ビート '91
- エリーゼ スポーツ 190 '00
- Spoon フィット レースカー '03
- シビック Type R (EK) '98
- インプレッサ WRX STi (GD Type-II) '02
- バイパー GTS '98
- RX-7 スピリット R Type A (FD) '02
- インプレッサ ラリーカー (GC) '99
- NSX Type S Zero '97
- ランサー エボリューション V GSR '98
- スカイライン GT-R Vspec II (R32) '94
- RX-8 Type S '03
- フェアレディ Z Roadster '03
- カプチーノ '92
- TRIALCELICA SS-II チューニングカー (ZZT231) '03
- Spoon S2000 レースカー '00
- Vitz 1.5RS '00
- ザナヴィ ニスモ GT-R (全日本GT選手権 #23) '03
- クスコスバルADVAN インプレッサ (全日本GT選手権 #77) '03
- マクラーレン F1 GTR FINA (Long Version) '97
- プリウス G ツーリングセレクション '03
- S2000 '03
- ランサー エボリューション VIII MR '03
- WOODONE トムススープラ (全日本GT選手権 #36) '03
- フォード GT '02
- インプレッサ ラリーカー (GD Type-II) '03
- デルタ HF インテグラーレ ラリーカー '92
- モータートライアスロンレースカー '03
- クサビ '03
- i '03
- コンセプトS2 '03
- HSC